# Catawba (Wisconsin)
Catawba és una població dels Estats Units a l'estat de Wisconsin. Segons el cens del 2000 tenia 149 habitants.

## Demografia
Segons el cens del 2000, Catawba tenia 149 habitants, 68 habitatges, i 48 famílies. La densitat de població era de 12,9 habitants per km².
Dels 68 habitatges en un 26,5% hi vivien nens de menys de 18 anys, en un 48,5% hi vivien parelles casades, en un 10,3% dones solteres, i en un 29,4% no eren unitats familiars. En el 26,5% dels habitatges hi vivien persones soles el 13,2% de les quals corresponia a persones de 65 anys o més que vivien soles. El nombre mitjà de persones vivint en cada habitatge era de 2,19 i el nombre mitjà de persones que vivien en cada família era de 2,58.
Per edats la població es repartia de la següent manera: un 18,1% tenia menys de 18 anys, un 6,7% entre 18 i 24, un 28,9% entre 25 i 44, un 25,5% de 45 a 60 i un 20,8% 65 anys o més.
L'edat mediana era de 44 anys. Per cada 100 dones de 18 o més anys hi havia 117,9 homes.
La renda mediana per habitatge era de 26.250 $ i la renda mediana per família de 28.125 $. Els homes tenien una renda mediana de 29.063 $ mentre que les dones 22.361 $. La renda per capita de la població era de 18.319 $. Aproximadament el 4,3% de les famílies i el 6% de la població estaven per davall del llindar de pobresa.

## Poblacions més properes
El següent diagrama mostra les poblacions més properes.